# The Whispering Star
The Whispering Star (japanisch ひそひそ星, Hiso Hiso Boshi) ist ein japanischer Science-Fiction-Film von Regisseur und Drehbuchautor Sion Sono aus dem Jahr 2015. Der Film feierte Weltpremiere auf dem Toronto International Film Festival 2015, wo er mit dem NETPAC-Award ausgezeichnet wurde.

## Handlung
In einer undefiniert zeitlich entfernten Zukunft ist der Mensch zu einer gefährdeten Art geworden. Menschen leben weit entfernt voneinander auf verschiedenen Planeten, in unterschiedlichen Galaxien. Den Großteil der Bevölkerung machen Androiden aus, menschliche Roboter mit künstlicher Intelligenz. Auch Androide ID 722 Yoko Suzuki ist einer von diesen. Als Paketbotin reist sie von Stern zu Stern, um den Menschen Pakete mit scheinbar bedeutungslosem Inhalt zu liefern. Es handelt sich um kleine Gegenstände wie Fotografien, Zigarettenstummel, Hüte oder auch nur einzelne Stifte. Yoko verbringt Tag für Tag in ihrem Raumschiff Kennzeichen A 126, das aussieht wie ein altes japanisches Einfamilienhaus, und erfüllt ihre Aufgabe, ohne sie zu hinterfragen. Sie wandert pflichtbewusst durch trostlose, menschenleere Landschaften verschiedener Planeten, ohne zu wissen, was sich in den Paketen befindet. Doch eines Tages wird auch sie neugierig.

## Hintergrund
Der Film beschäftigt sich indirekt mit der Nuklearkatastrophe von Fukushima 2011. Als Drehorte fungierten die Orte Namie, Minamisoma und Tomioka, alle drei in der Präfektur Fukushima gelegen. Die Städte befanden sich bis 2013 ganz oder teilweise in der 20-km-Sperrzone von Fukushima. Bewohner und Bewohnerinnen der Orte haben Cameo-Auftritte im Film, ihnen wird im Vorspann gesondert gedankt. Die Katastrophe selbst wird durch Bilder von verödeten, menschenleeren Landschaften und die Distanz zwischen den noch lebenden Menschen, die auf verschiedene Planeten verstreut sind, verhandelt. Das Setting in der Zukunft verleiht dem Film ebenfalls den Charakter einer Dystopie.
Anders als viele von Sonos frühen Filmen, ist The Whispering Star einer langsamen Erzählweise verpflichtet. Als Einflüsse aus dem Genre des philosophischen Science-Fiction-Films können unter anderem Andrei Tarkowskijs Stalker oder Stanley Kubricks 2001: Odyssee im Weltraum ausgemacht werden.
The Whispering Star ist der erste Film von Sion Sonos eigener Produktionsfirma Sion Production und entstand in seinem bislang produktivstem Jahr: Ganze sechs Filme erschienen 2015 von ihm. Die Hauptrolle als Androidin Yoko spielt Sonos Ehefrau Megumi Kagurazaka.

## Kritik
Variety: „…eine Fingerübung in minimalistischer Science-Fiction von einem der profiliertesten Maximalisten des Weltkinos.“
Cinema Scope: „Der Geist von Nostalgie und Wehklage spiegelt sich in dem hochwertigen Szenenbild. (…) Die Bilder von Fukushima und seinen wandernden Seelen sind zweifellos verfolgend.“

## Auszeichnungen
NETPAC-Award des Toronto International Film Festivals 2015. Die Begründung der Jury lautete:

“For its poetic, moving and brave attempt to express a grief that’s inexpressible, combining all too real elements with lo-fi sci-fi, the NETPAC jury awards the prize to The Whispering Star.”

„Für seinen poetischen, bewegenden und mutigen Versuch, eine Trauer auszudrücken, die unausdrückbar ist, und für die Kombination von allzu realen Elementen mit lo-fi Science-Fiction verleiht die NETPAC-Jury den Preis an The Whispering Star.“